# Danata-Formation
Die Danata-Formation (auch: Danatinskaya, Danatinsk, russisch: Danata Svita) ist eine geologische Formation der Zeitalter Oberes Paläozän bis Mittleres Eozän (Ypresium) in Turkmenistan. Die Sedimentgesteine sind bekannt für ihre reichhaltige Ichthyofauna (Fisch-Fossilien). Die Formation ist benannt nach dem Ort Danata in der Region Balkan welaýaty.
Bedeutende Aufschlüsse finden sich im Gebirge des Kopet-Dag in der Grenzregion von Turkmenistan und Iran.

## Fossilien
Die Danata-Formation ist berühmt für ihre Fischfossilien. Die meisten davon sind in einem 9 m dicken Ton-Horizont in der Mitte der Formation zu finden. Diese Schicht wurde in das Obere Paläozän datiert. Bedeutende Fossilien gehören zur Familie Turkmenidae. Luvarus necopinatus wurde in dieser Formation Erstbeschrieben. Andere Fossile gehören zu den Gattungen Eospinus, Danatinia, Exellia, Turkmene und Avitoluvarus. Außerdem wurde die Schlangenart Archaeophis turkmenicus entdeckt.
Vergleichbare Fossilien finden sich in der Moler-Formation in Dänemark.